# Notopygus cultus
Notopygus cultus là một loài tò vò trong họ Ichneumonidae.